# Maisoncelles (Sarthe)
Pour les articles homonymes, voir Maisoncelles.
Maisoncelles est une commune française, située dans le département de la Sarthe en région Pays de la Loire, peuplée de 197 habitants.
La commune fait partie de la province historique du Maine, et se situe dans le Haut-Maine.

## Géographie

### Communes limitrophes
|                         | Bouloire     |          |
| Saint-Mars-de-Locquenay | Maisoncelles | Écorpain |
|                         | Tresson      | Évaillé  |

### Climat
Pour des articles plus généraux, voir Climat des Pays de la Loire et Climat de la Sarthe.
En 2010, le climat de la commune est de type climat océanique dégradé des plaines du Centre et du Nord, selon une étude du CNRS s'appuyant sur une série de données couvrant la période 1971-2000. En 2020, Météo-France publie une typologie des climats de la France métropolitaine dans laquelle la commune est exposée à un climat océanique altéré et est dans la région climatique  Moyenne vallée de la Loire, caractérisée par une bonne insolation (1 850 h/an) et un été peu pluvieux. 
Pour la période 1971-2000, la température annuelle moyenne est de 10,6 °C, avec une amplitude thermique annuelle de 14,6 °C. Le cumul annuel moyen de précipitations est de 730 mm, avec 12 jours de précipitations en janvier et 7,3 jours en juillet. Pour la période 1991-2020, la température moyenne annuelle observée sur la station météorologique de Météo-France la plus proche, sur la commune du Luart à 15 km à vol d'oiseau, est de 12,0 °C et le cumul annuel moyen de précipitations est de 686,4 mm,. Pour l'avenir, les paramètres climatiques de la commune estimés pour 2050 selon différents scénarios d'émission de gaz à effet de serre sont consultables sur un site dédié publié par Météo-France en novembre 2022.

## Urbanisme

### Typologie
Au 1er janvier 2024, Maisoncelles est catégorisée commune rurale à habitat très dispersé, selon la nouvelle grille communale de densité à sept niveaux définie par l'Insee en 2022.
Elle est située hors unité urbaine et hors attraction des villes,.

### Occupation des sols
L'occupation des sols de la commune, telle qu'elle ressort de la base de données européenne d’occupation biophysique des sols Corine Land Cover (CLC), est marquée par l'importance des territoires agricoles (97,5 % en 2018), une proportion identique à celle de 1990 (97,5 %). La répartition détaillée en 2018 est la suivante : 
prairies (57,4 %), terres arables (37,7 %), forêts (2,5 %), zones agricoles hétérogènes (2,4 %). L'évolution de l’occupation des sols de la commune et de ses infrastructures peut être observée sur les différentes représentations cartographiques du territoire : la carte de Cassini (XVIIIe siècle), la carte d'état-major (1820-1866) et les cartes ou photos aériennes de l'IGN pour la période actuelle (1950 à aujourd'hui).

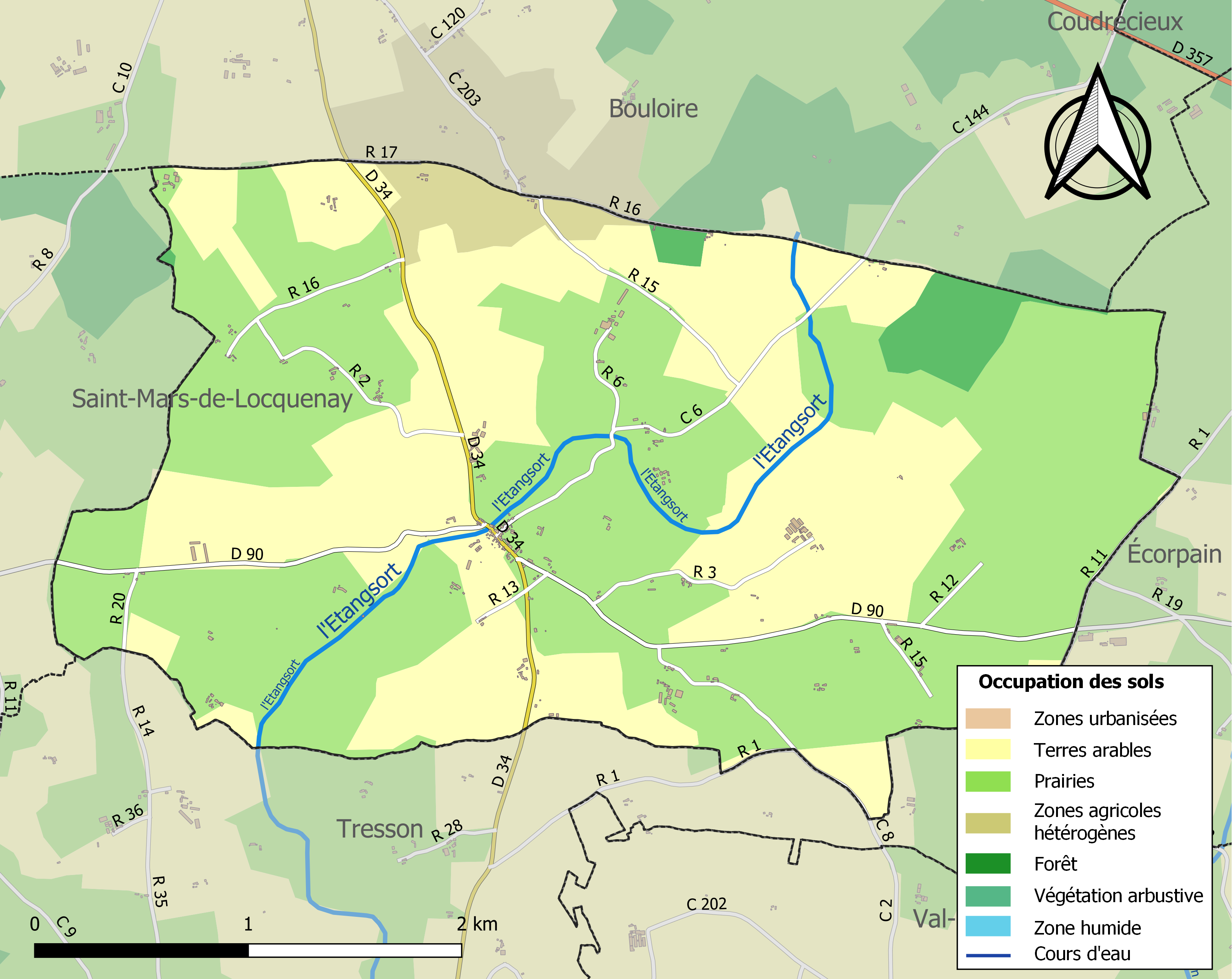
Carte des infrastructures et de l'occupation des sols de la commune en 2018 (CLC).

## Toponymie
De l'oïl maisoncele, au pluriel, « petite maison , cellule d'ermite ».
Le gentilé est Maisoncellois.

## Histoire
Maisoncelles se trouve sur le tracé de l'importante voie antique qui relie Vindunum (Le Mans) à Genabum (Orléans). La via lugdunensis (route de Lyon) traverse la commune de la Janverie (Bouloire) jusqu'à Marchesas (Écorpain). Connue aussi sous le nom « d'ancien chemin des romains » ou « chemin rouge » à cause des matériaux utilisés pour le remblaiement (scories de fer), la route, son emprise, sa technique de construction ont été décrites par l'abbé Voisin dans les années 1840[Où ?].
Nous trouvons là[Où ?] l'origine du nom du lieu (mancionnis cellae, mesuncellis...). Il s'agissait d'une maison ou d'une ferme qui jouait le rôle d'une réserve de fourrage et nourriture, sans doute un de ces relais qui jalonnaient le chemin tous les quarante kilomètres environ, un endroit où les troupes et voyageurs trouvaient moyens et subsistances nécessaires pour continuer la route.
À l'époque médiévale, la châtellenie de Maisoncelles est un fief complètement organisé, l'un des plus considérables de la baronnie de Saint-Calais. Sa juridiction s'étend jusqu'au bords de la Braye et du Loir. Les seigneurs de Maisoncelles sont des personnages très importants, on en trouve cités dans des actes datés de 1075, 1084, 1154, 1217, 1239, 1242.
Au XIVe, la seigneurie appartient à la famille d'Illiers. En 1367, Geoffroy d'Illiers tue un habitant d’Écorpain qui l'avait insulté à la première porte du fort de Maisoncelles. Guillaume V d'Illiers est enterré le 15 août 1405 dans l’église de Maisoncelles, son fils Pierre instituera, en faveur de cette  église, en 1424, une rente appuyée sur la terre des Petites Bruyères.
En 1432, le château de Maisoncelles sert de prison.
Des brigands, gens de guerre en rupture de campagne, sillonnent le Maine. Il est fréquent que des voyageurs, souvent simples particuliers, soient capturés et gardés dans un cachot de telle ou telle place forte de la région, dans l'attente du versement d'une rançon. Cette pratique courante est illustrée par un document provenant de l'évêché. L'évêque du Mans accorde des secours aux familles qui se trouvent dans des situations trop douloureuses. Le receveur/comptable de l'évêché tient une liste très précise de ses « aumosnes », il note les montants, les bénéficiaires et les lieux de détention. C'est ainsi que nous savons qu'une vingtaine de prisonniers, parmi ceux qui sont détenus à Maisoncelles, ont reçu une aide cette année-là. Le propre secrétaire de l’évêque et son écuyer furent menés à Maisoncelles par les brigands qui les ont arrêtés à Lucé où « ils étaient allés du commandement de Monseigneur pour pourchasser la délivrance de quatre bœufs et une jument ». Une somme de 17 sols et 6 deniers fut accordée à Olivier Boisbic et Jehan Telaye.
Après 1440, le seigneur de Maisoncelles est Florent d'Illiers, chambellan du roi Louis XI, gouverneur de Châteaudun, capitaine et bailli de Chartres. Compagnon de Jeanne d'Arc, Florent s’était illustré en mars 1429, quand il entra dans Orléans assiégé, à la tête de 400 lances. Il contribuera ensuite à chasser l'Anglais du Vendômois et du Perche.
La châtellenie appartient ensuite à Magdeleine, puis à Antoinette d'Illiers, connues sous le nom de « dames de Maisoncelles ». Magdeleine épousera Jacques de Daillon, seigneur du Lude, cité comme chevalier Sieur de Maisoncelles en 1501. Antoinette se mariera quatre fois, ce qui ne l’empêchera pas de vivre jusqu'à environ 80 ans. De sa troisième union naîtront Paul Chabot, seigneur de Maisoncelles en 1559 et 1570, puis Anne Chabot dont le mariage avec Jehan de Maillé de la Tour Landry débouchera sur le rassemblement des seigneuries de Bouloire et de Maisoncelles au profit de leurs fils, Francois puis Jehan II. C'est en récompense des services de Jehan II de Maillé de la Tour Landry, gentilhomme ordinaire de la chambre du roi, qu'Henri IV réunira officiellement, en 1593, les châtellenies de Bouloire, Maisoncelles et Ecorpain au sein de la baronnie de Bouloire. Dès lors le destin de Maisoncelles se trouve scellé.
Il est vrai que, déjà depuis un siècle au moins, le château de Bouloire avait été choisi comme résidence par les seigneurs, exposant celui de Maisoncelles à un abandon propice à la destruction.
Le château de Maisoncelles est connu par des actes datés de 1408, 1457, 1488, 1529. Situé sur une motte à environ 225 m au sud de l’église, il comprenait « basse cour, courtilz (jardins), vergers, maison, douves, pont-levis et autre chose en un tenant joignant de toutes pars à mes terres, boys et étangs... ». Il était protégé à l'ouest par l'etangsort qui coulait en contrebas. Il a certainement connu une histoire bien tourmentée notamment entre 1360 et 1450 quand la région fut le théâtre de combats, pillages et exactions les plus divers, à l'occasion des luttes contre l'envahisseur anglais. Le château n'a pas résisté aux décennies qui suivirent. Nous noterons pour conclure que le 11 juin 1559, le jeune Louis de Ronsard, seigneur de la Chapelle Gauguin et de la Possonnière, neveu de l'illustre poète, « se présente devant les ruines du château de Maisoncelles » où il vient rendre hommage à Messire Paul Chabot, châtelain du lieu.
L'histoire des seigneurs de Maisoncelles se confond ensuite avec celle des châtelains de Bouloire.

## Politique et administration
| Période                                  | Période   | Identité         | Étiquette | Qualité                |
| ---------------------------------------- | --------- | ---------------- | --------- | ---------------------- |
| mars 1989                                | mars 2001 | René Cosnard     | PCF       |                        |
| mars 2001                                | mars 2008 | Michel Cochon    |           |                        |
| mars 2008                                | mars 2014 | Robert Forgeard  | SE        |                        |
| mars 2014                                | En cours  | Dominique Drouet | SE        | Technicien territorial |
| Les données manquantes sont à compléter. |           |                  |           |                        |

## Démographie
L'évolution du nombre d'habitants est connue à travers les recensements de la population effectués dans la commune depuis 1793. Pour les communes de moins de 10 000 habitants, une enquête de recensement portant sur toute la population est réalisée tous les cinq ans, les populations de référence des années intermédiaires étant quant à elles estimées par interpolation ou extrapolation. Pour la commune, le premier recensement exhaustif entrant dans le cadre du nouveau dispositif a été réalisé en 2007.
En 2022, la commune comptait 197 habitants, en évolution de +3,14 % par rapport à 2016 (Sarthe : −0,25 %, France hors Mayotte : +2,11 %).
| 1793 | 1800 | 1806 | 1821 | 1831 | 1836 | 1841 | 1846 | 1851 |
| ---- | ---- | ---- | ---- | ---- | ---- | ---- | ---- | ---- |
| 378  | 406  | 457  | 511  | 536  | 487  | 481  | 474  | 451  |

| 1856 | 1861 | 1866 | 1872 | 1876 | 1881 | 1886 | 1891 | 1896 |
| ---- | ---- | ---- | ---- | ---- | ---- | ---- | ---- | ---- |
| 444  | 472  | 444  | 433  | 446  | 431  | 413  | 403  | 402  |

| 1901 | 1906 | 1911 | 1921 | 1926 | 1931 | 1936 | 1946 | 1954 |
| ---- | ---- | ---- | ---- | ---- | ---- | ---- | ---- | ---- |
| 425  | 422  | 401  | 375  | 355  | 340  | 372  | 347  | 312  |

| 1962 | 1968 | 1975 | 1982 | 1990 | 1999 | 2006 | 2007 | 2012 |
| ---- | ---- | ---- | ---- | ---- | ---- | ---- | ---- | ---- |
| 290  | 242  | 200  | 204  | 177  | 204  | 199  | 198  | 182  |

| 2017 | 2022 | - | - | - | - | - | - | - |
| ---- | ---- | - | - | - | - | - | - | - |
| 193  | 197  | - | - | - | - | - | - | - |

## Lieux et monuments
- Église Notre-Dame-de-la-Visitation.